# هتل کی‌استون
هتل کی‌استون (انگلیسی: Keystone Hotel) یک فیلم کمدی کوتاه دو حلقه‌ای است که در سال ۱۹۳۵ منتشر شد.

## بازیگران
- فورد استرلینگ
- بن ترپین
- چستر کانکلین
- هنک من
- ماری پره‌وو
- ویوین اوکلند
- دوئی رابینسون
- جک دافی